# Personnages de iCarly
 (juin 2020).
Si vous disposez d'ouvrages ou d'articles de référence ou si vous connaissez des sites web de qualité traitant du thème abordé ici, merci de compléter l'article en donnant les références utiles à sa vérifiabilité et en les liant à la section « Notes et références ».
 (avril 2020).
- Si vous ne connaissez pas le sujet, laissez ce bandeau (vous pouvez alors contacter les auteurs).
- Si vous supprimez le contenu mis en cause (vous pouvez préalablement contacter les auteurs),

argumentez précisément cette suppression dans la page de discussion
(un manque de référence n'est pas un argument ; une recherche réelle de référence doit avoir été effectuée, être formellement documentée).
Cette page présente les personnages de la série télévisée américaine iCarly, diffusée sur Nickelodeon.

## Personnages principaux

### Carly Shay
Interprétée par Miranda Cosgrove
Carly Shay est le personnage principal de la série, c’est une adolescente de 13 ans (première saison), appréciée de ses camarades et des adultes. C'est une jeune fille très gentille, responsable, mâture, franche et intelligente, mais un peu capricieuse, naïve et incapable de tenir sa langue mais tout en restant très attaché à ses amis et sa famille , toutefois elle a du mal à parler aux garçons sans s’embarrasser. Son meilleur ami (Freddie Benson) est, pendant un certain temps, très amoureux d'elle. Carly a l'idée de lancer une série après avoir fait passer des auditions dans son collège, un moment très ennuyeux qui pourtant donnera naissance à iCARLY, I pour Internet et CARLY pour elle, présentatrice avec Sam qui est sa meilleure amie qu’elle considère comme sa sœur (voire même sa fille). Elle risque sa vie assez souvent par inadvertance mais ses amis sont toujours là pour la sauver, par exemple Freddie qui l'a sauvée dans la saison 2 épisode 32, il s'est lui-même pris une camionnette de tacos à sa place. Carly et lui vont sortir ensemble durant l'épisode. Le pire ennemi de Carly est Nevel, un autre protagoniste d'Internet qui passe son temps à essayer de détruire iCARLY.

### Samantha « Sam » Puckett
Interprétée par Jennette McCurdy
Sam est un des personnages principaux de l'émission. Elle est coprésentatrice de iCarly avec Carly et tient la fameuse télécommande. Elle se surnomme "Mamma". Elle est paresseuse, agressive et brutale, notamment en se défoulant sur les plus faibles, ce qui, cependant, cache ses sentiments, elle est loyale, maligne et hilarante et prend un défi très au sérieux. Son souffre-douleur est Freddie, le technicien de la série, qu'elle aime en secret. Sam a de très mauvaises notes et déteste l'école, mais c'est la meilleure amie de Carly depuis qu'elles ont sept ans, elle l'accompagne partout et fait appel à elle pour se faire punir moins sévèrement. Dans la saison 4, elle commence à être amoureuse de Freddie, et sort avec lui au début la saison 5. On apprend dans l'épisode 11 de la saison 3 qu'elle participait régulièrement à des concours de beauté étant petite, mais ne gagnait jamais à cause de sa franchise. Elle adore manger, surtout la viande et les sucreries. Elle parle souvent de sa mère, qu'on ne voit qu'une seule fois (dans l'épisode 2 de la saison 4), tandis que presque toute sa famille est en prison. Elle a une sœur jumelle nommée Mélanie, que l'on rencontre dans l'épisode 23 de la saison 2, et que l'on retrouve dans la série dérivée Sam et Cat (saison 1, épisode 16). À la fin d'iCarly, elle part à Los Angeles et y rencontre Cat, sa colocataire (personnage de Victorious), avec qui elle organise du babysitting.

### Fredward « Freddie » Benson
Interprété par Nathan Kress
Freddie Benson est un des personnages principaux de la série. C'est le technicien de l'émission qu'il a créée avec Carly Shay et Sam Puckett. Il se dispute souvent avec Sam, qui trouve sa passion ennuyeuse, tandis qu'il est amoureux de Carly, qui elle le considère comme un ami. Il est aussi le voisin de Carly et son frère Spencer. Freddie aime la série fictive Galaxy Wars et participe à chaque convention. Sa mère le surprotège, ce qui exaspère ce dernier et le fera déménager temporairement (épisode 7, saison 3). Il est naturellement doué à l'escrime (épisode 22, saison 1) et aussi à l'école. Dans la saison 3 (épisode 10) il sauve Carly d'un camion de tacos et se blesse à sa place. Pour cette raison Carly tombe amoureuse de lui et ils sortent ensemble. Mais à la fin de l'épisode ils se séparent, car Freddie comprend que Carly ne l'aime pas réellement, sinon ce qu'il a fait. Pourtant, lors du tout dernier épisode, Carly embrasse Freddie sans donner de raison.
Il est également sorti avec Sam dans la saison 5, avant de rompre car leur relation était très tumultueuse.

### Spencer Shay
Interprété par Jerry Trainor
Spencer a 26 ans et il vit avec sa sœur Carly à Seattle dans la Bushwell Plaza. Il est gentil, attentionné, mais pas toujours malin et un peu enfantin. C'est un artiste, il adore faire des sculptures très originales et excentriques, qui la plupart du temps prennent feu. Il passe la plupart de son temps à faire des créations et porte des chaussettes colorées et lumineuses. Il adore jouer à Pak Rat, battant même la plus grande joueuse (épisode 2, saison 3) et dans l'émission de sa sœur il joue Bébé Spencer. Il aide souvent l'équipe d'iCarly en montrant ses sculptures, les aidant à gagner en popularité ou leur décrocher des chanteurs célèbres pour jouer dans l'émission. Il a aussi fait 3 jours d'études de droit, qui malgré tout lui sert à sortir les enfants d'ennuis légaux à plusieurs reprises. Il est sorti avec plusieurs femmes, mais les rendez-vous ne se terminent quasiment jamais bien.
Parfois, son irresponsabilité provoque son expulsion avec Carly de l'appartement (épisodes 5, saison 1 / 1, saison 4).
Quand Carly part pour l'Italie, Spencer l'encourage et reste à son appartement.

### Gibby Gibson
Interprété par Noah Munck
Camarade de classe de Carly, Sam et Freddie. Au début de la série, il apparaît seulement à quelques reprises, passant pour le bouffon de service, mais devient dans la saison 3 un des personnages principaux. Il aime être torse nu et a un petit frère prénommé Guppy. Dans la saison 4, il arrête de se mettre torse nu sans aucune raison et s'achète une tête qui reflète son visage, qu'il appelle « moi ». Et on ne sait pas comment il arrive à se procurer de petites amies très jolies. Dans l'épisode 2 de la saison 6, Gibby ouvre un restaurant clandestin sous l'école avec Sam comme "videuse", qui a été dénoncé par son ennemi, mais sauvé par le principal Franklin.

Mère de Carly
Personnage inconnu et jamais mentionné dans la série sauf dans Sam&Cat où Nevel se trouve emprisonné dans un hopitâl, Nevel dit à Sam "Comment se fait-il qu'on ait jamais vus la mère, de Carly.
La plupart des fans veulent en savoir plus sur elle mais peu de sites parlent de cette dernière.

## Personnages secondaires
T-Bo (Terrence Jeter Bo) : T-Bo est le propriétaire du Groovy Smoothie l'endroit où les jeunes de l'école se retrouvent dont Carly, Sam, Freddie et Gibby. Il apparait à partir de la saison 2 et déménage chez les Benson à partir de la saison 4, car il a été expulsé du restaurant pour se loger à cause de son manque d'hygiène. T-Bo adorent proposer de la nourriture en bâtonnet à ses clients comme des bagels ou des cornichons, sauf que personne n'en veut.
Marissa Benson 
Interprétée par Mary Scheer
Mère de Freddie, elle le protège beaucoup trop, ce qui énerve un peu ce dernier, et Carly et Sam ne manquent pas de le taquiner avec ça. Elle n'apprécie pas beaucoup Carly et lui donne des surnoms étranges, surtout depuis qu'elle a embrassé Freddie. Elle est le cauchemar des pharmaciens et a même implanté un émetteur dans la tête de Freddie pour pouvoir le localiser et le sauver en cas de danger, ce qui a réellement été utile dans la série. Elle agit comme une mère poule avec tout le monde, infantilisant les adultes dont elle prend soin (Spencer, Lewbert...), car Marissa refuse systématiquement qui que ce soit de toucher des objets pointus (même des ciseaux). L'avantage, c'est qu'elle se bat avec rage pour protéger ou venger ceux qu'elle aime.
Francine Briggs
La professeure principale de Carly, Sam et Freddie, méchante avec tout le monde et particulièrement Gibby. Elle méprise les élèves car elle estime qu'ils ne s'intéressent pas à la vraie "bonne" culture. Ainsi, quand elle est nommée proviseure adjointe lors d'un épisode, elle s'en donne à cœur joie. Dans l'épisode 8 de la saison 1, quand Carly et Freddie l'espionnent pour iCarly, on apprend qu'elle fait de la gym ou des pilates et qu'elle est passionnée par Randy Jackson.
Elle n'apparaît que dans les trois premières saisons, sauf pour revenir dans le dernier épisode.
Principal Franklin
Interprété par Tim Russ
Le directeur du collège Rigdeway, sympathique avec tous les élèves, parfois trop peu sévère pour un proviseur. Il apparaît pour la première fois dans le tout premier épisode et il est vu pour la dernière fois dans l'épisode "Le restaurant" de la saison 6. L'équipe d'iCarly le fait renvoyer involontairement (épisode 9, saison 3) après l'avoir fait venir dans leur émission, mais grâce à leur aide, il regagne son poste à la fin de l'épisode.
Nevel Papperman
Interprété par Reed Alexander
Ennemi principal de Carly, Sam et Freddie. Il a créé et dirige le site web Nevelocity, qui est extrêmement populaire dans le monde. Il vient d'une famille très aisée au vu de son langage, sa politesse, sa tenue et son intelligence et sa connaissance de la loi américaine. Cependant il est exécrable depuis que Carly a refusé de l'embrasser et lui met tout le temps des bâtons dans les roues. Il ne fait jamais deux fois les mêmes erreurs.
Nevel réapparaît dans l'épisode 30 du spin-off Sam & Cat, dans une sorte d'hôpital psychatrique, mais s'en échappe durant l'épisode.
Nora Derschlit
Interprétée par Danielle Morrow
C'est l'une des grands antagonistes de la série. D'apparence solitaire, triste, timide et réservée, c'est en réalité une psychopathe de 16 ans maîtrisant les arts martiaux et musclée, qui a demandé à iCarly qu'ils passent fêter son anniversaire solitaire, ce qui a suscité la pitié de Carly et Freddie. (épisodes 18 et 19 saison 3) Après la fête, Nora les a enfermés dans sa cave parce qu'elle les admire. Nora est folle, effrayante, intelligente et redoutable, sait négocier et est presque vicieuse. Après s'être retrouvée en prison, une fois que les héros ont été délivrés, ceux-ci doivent venir témoigner pour que Nora soit peut-être relâchée. (épisodes 7/8, saison 5) Une fois de plus, elle est prise en pitié et relâchée, sauf que Nora capture à nouveau les héros, Spencer et Gibby, avec la complicité de ses parents, tout en faisant revivre son anniversaire. Les captifs sont sauvés par Mme Benson et T-Bo.
On la revoit dans l'épisode 30 de Sam & Cat, où elle s'est échappée de prison et kidnappe les amis de Sam, avant que celle-ci s'en rende compte et les sauve.